# Distretto di Buvayda
Il distretto di Buvayda è uno dei 15 distretti della Regione di Fergana, in Uzbekistan. Il capoluogo è Yangikurgan.